# La guitarra y el mar (EP)
La guitarra y el mar ist das 25. Extended-Play-Album des österreichischen Schlagersängers Freddy Quinn, das im 1962 in Frankreich im Musiklabel Polydor (Nummer 1012 & Nummer EP0-1702) in Mexiko hergestellt wurde und erschien. Der Vertrieb erfolgte durch Dusa Discos Universales, Quinn sang die Lieder auf Spanisch.

## Schallplattenhülle
Auf der Schallplattenhülle ist Freddy Quinn auf Fischernetzen sitzend zu sehen, die sich auf einem Schiff befinden. Er trägt ein Hemd und eine Hose in der gleichen Farbe sowie Stiefel. Für die Hülle wurde das gleiche Foto wie für das Freddy-Quinn-Extended-Play-Album J’ai besoin de ton amour verwendet.

## Musik
La guitarra y el mar wurde im Original als Die Gitarre und das Meer von Quinn gesungen, Hijo Vuelve Pronto ist im Original Junge, komm bald wieder.
La salsa del amor ist im Original das Lied Memories Are Made of This von Mindy Carson with Ray Conniff’s Orchestra & The Columbians
La Paloma ist eine Komposition des spanisch-baskischen Komponisten Sebastián de Yradier (1809–1865), von dem die älteste vorhandene Tonaufnahme ungefähr um 1880 entstand. Quinn hatte dieses Lied zuvor bereits auf Deutsch gesungen.

## Titelliste
Das Album beinhaltet folgende vier Titel:
- Seite 1

1. La guitarra y el mar
2. Hijo vuelve pronto

- Seite 2

1. La Salsa del amor
2. La Paloma